# Anisodes frenaria
Anisodes frenaria är en fjärilsart som beskrevs av Achille Guenée 1858. Anisodes frenaria ingår i släktet Anisodes och familjen mätare. Inga underarter finns listade i Catalogue of Life.